# Tatort
Tatort (en español: Escena del crimen, la serie también es conocida como Scene of the Crime), es una serie policíaca de televisión alemana transmitida desde el 29 de noviembre de 1970 hasta ahora, por medio de la cadena alemana Das Erste.
La serie fue creada por Gunther Witte, y ha contado con la participación invitada de actores como Christoph Waltz, Ken Duken, Sylvester Groth, Benjamin Sadler, Udo Kier, Benno Fürmann, Matthias Schweighöfer, Volker Bruch, Daniel Brühl, Robert Vaughn, Christoph Bach, Tom Wlaschiha, Mehmet Kurtulus, Christian Berkel, Jürgen Vogel, Susanne Lothar, Ralph Gassmann, Frederick Lau, Torben Liebrecht, Wanja Mues, Tom Schilling, Birol Ünel, Uwe Ochsenknecht, Kostja Ullmann, Matthias Ziesing, Alexandra Maria Lara, Roger Moore, Matthias Weidenhöfer, Mehdi Nebbou, Sky du Mont, Andreas Guenther, Veronica Ferres, James Faulkner, Nastassja Kinski, Andreas Pietschmann, Isolda Dychauk, Steve Windolf, Uwe Preuss, Emilia Schüle, Gottfried John, Jean-Pierre Cassel, Bruno Ganz, Sebastian Koch, Cornelia Froboess, Alexander Karim, Thure Lindhardt, Marc Benjamin, Julia Jentsch, Nadja Uhl, Pasquale Aleardi, Peter Ketnath, Jessica Schwarz, Birgit Minichmayr, Peri Baumeister, Sönke Möhring, Götz Otto, Wolfgang Cerny, Marisa Leonie Bach, entre otros...
Tatort es una de las series con más éxito y larga duración en la televisión alemana.

## Historia
La serie sigue a varios grupos de detectives, inspectores y miembros de la policía alemana que se encargan de investigar y resolver diferentes crímenes que ocurren en las  ciudades alrededor de Alemania. Los diferentes dialectos, costumbres y arquitecturas de las ciudades también son parte importante de la serie.

## Personajes

### Personajes principales
| Actor                | Personaje                   | Ocupación               | Ciudad      | Episodios | Duración      |
| -------------------- | --------------------------- | ----------------------- | ----------- | --------- | ------------- |
| Klaus J. Behrendt    | Max Ballauf                 | Inspectora en Jefe      | Colonia     | 80        | 1990-presente |
| Miroslav Nemec       | Ivo Batic                   | Superintendente en Jefe | Múnich      | 77        | 1988-presente |
| Udo Wachtveitl       | Franz Leitmayr              | Jefe de la Policía      | Múnich      | 75        | 1990-presente |
| Dietmar Bär          | Freddy Schenk               | Inspector en Jefe       | Colonia     | 73        | 1984-presente |
| Joe Bausch           | Joseph Roth                 | Doctor                  | -           | 61        | 1998-presente |
| Axel Milberg         | Klaus Borowski              | Inspector en Jefe       | Kiel        | 33        | 1994-presente |
| Axel Prahl           | Frank Thiel                 | Inspector               | Münster     | 31        | 2002-presente |
| Jan Josef Liefers    | Prof. Karl-Friedrich Boerne | Patólogo Forense        | Münster     | 31        | 2002-presente |
| Friederike Kempter   | Nadeshda Krusenstern        | -                       | -           | 31        | 2002-presente |
| Christine Urspruch   | Silke Haller                | -                       | -           | 31        | 2002-presente |
| Mechthild Großmann   | Wilhelmine Klemm            | Fiscal                  | -           | 30        | 2002-presente |
| Thomas Kügel         | Roland Schladitz            | -                       | -           | 29        | 2002-presente |
| Hartmut Volle        | Horst Jordan                | -                       | -           | 18        | 1996-presente |
| Sibel Kekilli        | Sarah Brandt                | Comisionada             | Kiel        | 14        | 2010-presente |
| Jörg Hartmann        | Peter Faber                 | Inspector en Jefe       | Dortmund    | 10        | 2012-presente |
| Anna Schudt          | Martina Bönisch             | Inspectora en Jefe      | Dortmund    | 10        | 2012-presente |
| Aylin Tezel          | Nora Dalay                  | Comisionada Superior    | Dortmund    | 10        | 2012-presente |
| Stefan Konarske      | Daniel Kossik               | Comisionado en Jefe     | Dortmund    | 10        | 2012-presente |
| Ferdinand Hofer      | Kalli Hammermann            | Comisionado             | Múnich      | 9         | 2014-presente |
| Devid Striesow       | Jens Stellbrink             | Comisionado             | Saarbrücken | 6         | 2013-presente |
| Elisabeth Brück      | Lisa Marx                   | Comisionada             | Saarbrücken | 6         | 2013-presente |
| Mark Waschke         | Robert Karow                | Inspector               | Berlín      | 5         | 2015-presente |
| Meret Becker         | Nina Rubin                  | Inspectora en Jefe      | Berlín      | 5         | 2015-presente |
| Fabian Hinrichs      | Felix Voss                  | Jefe de la Policía      | Franken     | 3         | 2015-presente |
| Dagmar Manzel        | Paula Ringelhahn            | Inspectora en Jefe      | Franken     | 3         | 2015-presente |
| Eli Wasserscheid     | Wanda Goldwasser            | Comisionada             | Franken     | 3         | 2015-presente |
| Andreas L. Schadt    | Sebastian Fleischer         | Comisionado             | Franken     | 3         | 2015-presente |
| Matthias Egersdörfer | Michael Schatz              | Patólogo Forense        | Franken     | 3         | 2015-presente |

### Antiguos personajes principales
| Actor                 | Personaje               | Ocupación                       | Ciudad           | Episodios | Duración                        |
| --------------------- | ----------------------- | ------------------------------- | ---------------- | --------- | ------------------------------- |
| Ulrike Folkerts       | Lena Odenthal           | Inspectora en Jefe              | Ludwigshafen     | 65        | 1989-2016                       |
| Andreas Hoppe         | Mario Kopper            | Inspector en Jefe               | Ludwigshafen     | 56        | 1996-2016                       |
| Peter Espeloer        | Peter Becker            | -                               | -                | 49        | 1981-2016                       |
| Annalena Schmidt      | Frau Keller             | -                               | -                | 49        | 1998-2016                       |
| Bernd Michael Lade    | Kain                    | Inspector en Jefe de la Policía | Dresde/Leipzig   | 46        | 1992-2008                       |
| Peter Sodann          | Bruno Ehrlicher         | Inspector General               | Dresde/Leipzig   | 45        | 1992-2007                       |
| Michael Fitz          | Carlo Menzinger         | Detective Sargento              | Múnich           | 45        | 1991-2013                       |
| Tessa Mittelstaedt    | Franziska Lüttgenjohann | -                               | -                | 45        | 1999-2013                       |
| Manfred Krug          | Paul Stoever            | Inspector General               | Hamburgo/Neuwerk | 41        | 1984-2001                       |
| Charles Brauer        | Peter Brockmöller       | Inspector General               | Hamburgo/Neuwerk | 40        | 1981-2001                       |
| Karl-Heinz von Hassel | Edgar Brinkmann         | Comisario                       | Fráncfort        | 40        | 1971-2001                       |
| Dominic Raacke        | Till Ritter             | Inspector en Jefe               | Berlín           | 39        | 1985-2014                       |
| Harald Krassnitzer    | Moritz Eisner           | Inspector en Jefe               | Viena            | 38        | 1999-2016                       |
| Sabine Postel         | Inga Lürsen             | Inspectora en Jefe              | -                | 35        | 1989-2016                       |
| Dietz Werner Steck    | Ernst Bienzle           | Comisario                       | Stuttgart        | 34        | 1973-2007                       |
| Sabine Postel         | Inga Lürsen             | Inspectora en Jefe              | Bremen           | 34        | 1997-1999, 2001-2007, 2009-2016 |
| Walter Nickel         | Walter                  | Técnico                         | -                | 34        | 1992-2007                       |
| Ernst-Georg Schwill   | Lutz Weber              | -                               | -                | 33        | 1991-2013                       |
| Götz George           | Horst Schimanski        | Comisario                       | Duisburgo        | 32        | 1971-1991                       |
| Eva Mattes            | Klara Blum              | Inspectora en jefe              | Constanza        | 32        | 2000-2016                       |
| Oliver Mommsen        | Nils Stedefreund        | Comisionado                     | Bremen           | 29        | 2001-2007, 2009-2016            |
| Sebastian Bezzel      | Kai Perlmann            | Comisionado                     | Constanza        | 28        | 2000-2016                       |
| Maria Furtwängler     | Charlotte Lindholm      | Inspectora en Jefe              | Hannover         | 25        | 2002-2012, 2014-2016            |
| Richy Müller          | Thorsten Lannert        | Comisionado                     | Stuttgart        | 19        | 2008-2016                       |
| Felix Klare           | Sebastian Bootz         | Comisionado                     | Stuttgart        | 19        | 2008-2016                       |
| Adele Neuhauser       | Bibi Fellner            | Mayor                           | Viena            | 14        | 1999-2016                       |
| Stefan Gubser         | Reto Flückiger          | Comisionado                     | Lucerna          | 14        | 2008-2016                       |
| Delia Mayer           | Liz Ritschard           | Comisionada                     | Lucerna          | 10        | 2012-2016                       |
| Walter Richter        | Paul Trimmel            | -                               | Hamburgo         | 11        | 1970-1982                       |
| Wotan Wilke Möhring   | Thorsten Falke          | Comisionado                     | Hamburgo         | 8         | 2013-2016                       |
| Ulrich Tukur          | Felix Murot             | Investigador de la LKA          | Wiesbaden        | 6         | 2010-2011, 2013-2016            |
| Lisa Wagner           | Christine Lerch         | Perfiladora / Analista          | Múnich           | 5         | 2014-2016                       |
| Til Schweiger         | Niklas "Nick" Tschiller | Inspector en Jefe               | Hamburgo         | 4         | 2013 -2014, 2016                |
| Fahri Yardim          | Yalcin Gümer            | Comisionado                     | Hamburgo         | 4         | 2013-2014, 2016                 |
| Christian Ulmen       | Lessing                 | Inspector General               | Weimar           | 4         | 2013, 2016                      |
| Nora Tschirner        | Kira Dorn               | Comisionada                     | Weimar           | 4         | 2013, 2016                      |
| Wolfram Koch          | Paul Brix               | Inspector en Jefe               | Fráncfort        | 4         | 2015-2016                       |
| Margarita Broich      | Anna Janneke            | Comisionada en Jefe             | Fráncfort        | 4         | 2015-2016                       |
| Alwara Höfels         | Henni Sieland           | Comisionado en Jefe             | Dresden          | 3         | 2016                            |
| Karin Hanczewski      | Karin Gorniak           | Comisionado en Jefe             | Dresden          | 3         | 2016                            |
| Martin Brambach       | Peter Michael Schnabel  | Jefe de la Policía              | Dresden          | 3         | 2016                            |
| Franziska Weisz       | Julia Grosz             | Comisionada en Jefe             | Hamburgo         | 1         | 2016                            |
| Heike Makatsch        | Ellen Berlinger         | Comisionada                     | Freiburg         | 1         | 2016                            |
| Jella Haase           | Maria Magdalena Mohr    | Candidata a Comisionado         | Dresden          | 1         | 2016                            |
| Eva Löbau             | Franziska Tobler        | Inspectora en Jefe              | Schwarzwald      | 1         | 2016                            |
| Harald Schmidt        | Friedemann Berg         | Inspector en Jefe               | Schwarzwald      | 1         | 2016                            |
| Hans-Jochen Wagner    | Gernot Schöllhammer     | Inspector en Jefe               | Schwarzwald      | 1         | 2016                            |

## Episodios
Hasta ahora la serie ha transmitido más de 1306 episodios, cada uno con una duración de 90 minutos.
Las temporadas de la serie constan de unos 30 episodios cada una.

## Premios y candidaturas
La serie ha recibido más de 89 premios, y ha sido candidata a otros 130.

## Producción
La serie fue creada por Gunther Witte, quien también es uno de los productores de la serie.
En el guion cuenta con escritores como Peter Adam, Alexander Adolph, Urs Aebersold, Feo Aladag, Züli Aladag, Lukas Alexander, Miguel Alexandre, Houchang Allahyari, Tom-Dariusch Allahyari, Georg Alten, Martin Ambrosch, Doris Andreas, Bernd Anger, Judith Angerbauer, Gerd Angermann, Friedrich Ani, Sascha Arango, Volker Maria Arend, Walter Bannert, Holger Barthel, Kurt Bartsch, Rolf Basedow, Patrick Bassenge, Annette Bassfeld-Schepers, entre otros...
La música está a cargo de Klaus Doldinger.
La serie es filmada en Weimar, Thuringia, Alemania.
La serie cuenta con las compañías "Bavaria Atelier", "Bavaria Film", "Norddeutscher Rundfunk (NDR)", "Westdeutscher Rundfunk (WDR)" y "Bavaria Fernsehproduktion", en coproducción con "Arbeitsgemeinschaft der öffentlich-rechtlichen Rundfunkanstalten der Bundesrepublik Deutschland (ARD)", "Schweizerische Radio- und Fernsehgesellschaft (SRG)" y "Österreichischer Rundfunk (ORF)".
Desde el 2014 es distribuida por Das Erste (ARD) en la televisión de Alemania y en el 2015 comenzó a ser distribuida por "WDR Cologne" también en la televisión alemana.

### Emisión en otros países
| País            | Título              | Cadenas | Fecha de Inicio | Fecha de Finalización |
| --------------- | ------------------- | ------- | --------------- | --------------------- |
| Eslovaquia      | Miesto cinu         | -       | -               | -                     |
| Checoslovaquia  | Místo cinu          | -       | -               | -                     |
| Hungría         | Tetthely            | -       | -               | -                     |
| Polonia         | Miejsce zbrodni     | -       | -               | -                     |
| Unión Soviética | Место преступления  | -       | -               | -                     |
| España          | El lugar del crimen | -       | -               | -                     |